# Oliver Martin
Oliver Martin (nascido em 10 de julho de 1946) é um ex-ciclista olímpico estadunidense. Representou sua nação nos Jogos Olímpicos de Verão de 1964 e 1968.